# Psaliodes repertita
Psaliodes repertita är en fjärilsart som beskrevs av Paul Dognin 1913. Psaliodes repertita ingår i släktet Psaliodes och familjen mätare. Inga underarter finns listade i Catalogue of Life.